# Stanisław Lubomirski (1722-1782)
Ne doit pas être confondu avec Stanisław Lubomirski (1583-1649), Stanisław Lubomirski (1704-1793) ou Stanisław Herakliusz Lubomirski.
Stanislaw Lubomirski (né le 25 décembre 1722 à Cracovie, mort le 12 août 1783 à Łańcut), prince polonais de la famille Lubomirski, gardien de la Couronne (1752-1766), maréchal de la Couronne (1766).

## Mariage et descendance
Le 9 juin 1753, Stanisław Lubomirski épouse Elżbieta Izabela Czartoryska, qui lui donne quatre filles:
- Elżbieta (en) (1755–1783), épouse d'Ignacy Potocki,
- Aleksandra (en) (1760–1836), épouse de Stanisław Kostka Potocki.
- Konstancja (en) (1761–1840), épouse de Séverin Rzewuski
- Julia (en) (1764-1794), épouse de Jan Potocki